# La lectura
La lectura é um pintura a óleo sobre lenço de Pablo Picasso, feito em 1932.
O quadro mostra uma mulher a dormir num cadeirão, com um livro aberto no colo.
Suas dimensões são de 68 cm x 120 cm.
Esta obra foi pintada em 2 de janeiro de 1932 em Boisgeloup. Trata-se do retrato de Marie-Thérèse Walter, uma jovem empregada doméstica que Picasso conheceu nas galerias Lafayette em janeiro/fevereiro de 1925. Ela não tinha mais que 17 anos de idade. Inspirado em seu modelo, o artista pintou grandes retratos de mulheres de largas curvas na primavera de 1932.
Em 8 de Fevereiro de 2011 foi leiloado pela Sotheby, em Londres, por 25,2 milhões de libras – quase 30 milhões de euros.